# Michael Green (fisico)
Michael Boris Green FRS (Londra, 22 maggio 1946) è un fisico britannico.
È uno dei pionieri della teoria delle stringhe, professore di fisica teorica alla Queen Mary, professore emerito al Dipartimento di Matematica Applicata e Fisica Teorica e fellow al Clare Hall. È stato professore lucasiano di matematica dal 2009 al 2015.

## Biografia
Green è il figlio di Genia Green e Absalom Green. Ha frequentato la William Ellis School di Londra e il Churchill College di Cambridge, dove si è laureato con un Bachelor of Arts con il massimo dei voti in fisica teorica (1967) e un dottorato in teoria delle particelle elementari (1970).

## Carriera
Dopo il dottorato, Green ha svolto attività di ricerca post-dottorato presso l'Università di Princeton (1970-72), Cambridge e l'Università di Oxford. Tra il 1978 e il 1993 è stato docente e professore al Queen Mary College, e nel luglio 1993 è stato nominato John Humphrey Plummer Professor di fisica teorica presso l'Università di Cambridge. Il 19 ottobre 2009 è stato confermato come professore lucasiano di matematica, succedendo poi a Stephen Hawking il 1º novembre 2009. Nel 2015 gli è succeduto nel ruolo Michael Cates, specialista in colloidi, gel e materiali particolati.

## Ricerche
Dopo molti anni di collaborazione con John Henry Schwarz, nel 1984 ha co-scoperto la cancellazione delle anomalie nella teoria delle stringhe di tipo I. Questo risultato, noto come meccanismo di Green-Schwarz, ha dato il via alla prima rivoluzione delle superstringhe. Green ha anche lavorato sulle condizioni al contorno di Dirichlet nella teoria delle stringhe, che hanno portato alla postulazione delle D-brane e degli istantoni.

## Premi e riconoscimenti
Green ha ricevuto le medaglie Dirac e Maxwell dell'Institute of Physics, il Premio Dirac del Centro internazionale di fisica teorica Abdus Salam e il Premio Dannie Heineman per la fisica matematica dell'American Physical Society. È stato eletto membro della Royal Society nel 1989. Green è co-autore di oltre 150 articoli di ricerca.
La sua nomina per la Royal Society recita:
Il 12 dicembre 2013, Michael Green ha condiviso il Premio di fisica fondamentale con John Schwarz "per aver aperto nuove prospettive sulla gravità quantistica e l'unificazione delle forze".

## Pubblicazioni
- (EN) M.B. Green, J. H. Schwarz e E. Witten, Superstring Theory. Volume 1, Introduction, in Cambridge Monographs on Mathematical Physics., Cambridge, Cambridge University Press, 1988, ISBN 9780521357524.
- (EN) M.B. Green, J. H. Schwarz e E. Witten, Superstring Theory. Volume 2, Loop Amplitutes, Anomalies and Phenomenology, in Cambridge Monographs on Mathematical Physics., Cambridge, Cambridge University Press, 1988, ISBN 9780521357531.